# Stazione per l’Alpago
Stazione per l'Alpago vasútállomás Olaszországban, Veneto régióban, Ponte nelle Alpi településen.

## Vasútvonalak
Az állomást az alábbi vasútvonalak érintik:
- Ponte nelle Alpi-Conegliano-vasútvonal

## Kapcsolódó állomások
A vasútállomáshoz az alábbi állomások vannak a legközelebb: 
- Stazione di Santa Croce del Lago (Stazione di Conegliano)
- Cadola-Soccher railway station (Stazione di Ponte nelle Alpi-Polpet)